# 프랑스와 미국 남북 전쟁

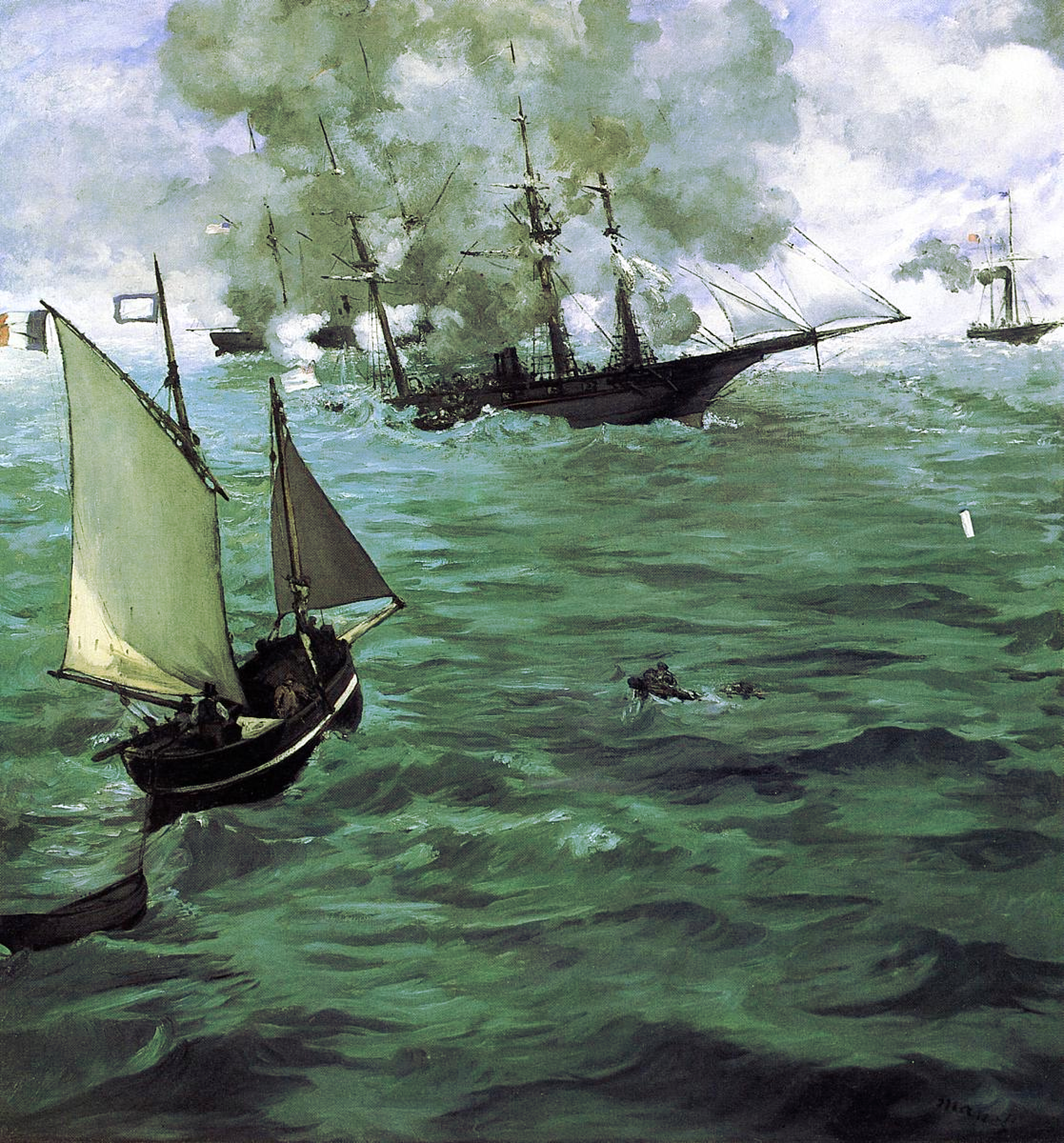
케르사지와 앨라배마의 전투, 에두아르 마네 작. 셰르부르 전투 (1864년)에서의 연방 승리를 묘사한다.

프랑스 제2제국은 남북 전쟁 내내 공식적으로 중립을 유지했으며, 아메리카 연합국을 인정하지 않았다. 미국은 연합국을 인정하면 전쟁을 의미할 것이라고 경고했다. 프랑스는 영국의 협력 없이는 행동하기를 꺼렸고, 영국 정부는 개입을 거부했다.
나폴레옹 3세 황제는 동맹국 없이 미국과 전쟁을 벌이는 것은 프랑스에 "재앙을 가져올 것"임을 깨달았다. 그러나 섬유산업은 목화를 사용했고, 나폴레옹은 멕시코를 통제하기 위해 군대를 파견했으며, 이는 연합국의 큰 도움을 받을 수 있었다. 동시에 외무장관 에두아르 투브넬과 같은 다른 프랑스 정치 지도자들은 미국을 지지했다.

## 대중의 의견과 경제

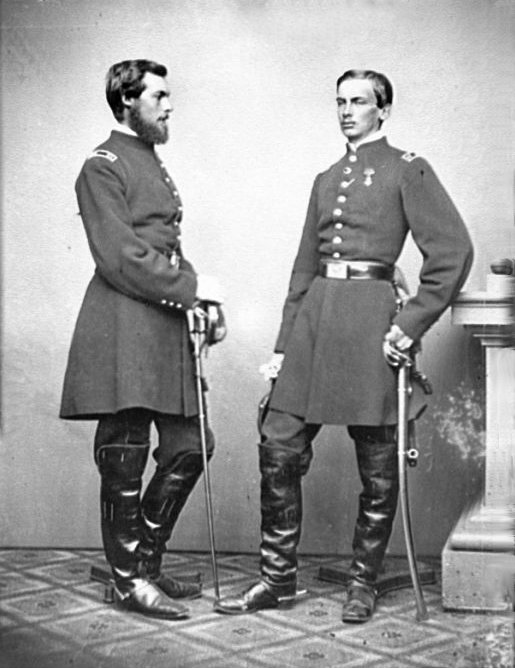
필리프와 그의 형제 로베르 도를레앙은 연방의 장교로 복무했다.

파리의 22개 정치 신문은 프랑스 여론의 폭넓은 스펙트럼을 반영했다. 전쟁에 대한 그들의 입장은 민주주의, 나폴레옹 3세, 그리고 최종 결과에 대한 그들의 예측과 관련된 정치적 가치에 의해 결정되었다. 노예 제도, 영국과 관련된 트렌트 사건, 프랑스 면화 산업에 대한 경제적 영향과 같은 문제들은 편집자들에게 영향을 미치지 않았다. 전쟁에 대한 그들의 입장이 이러한 문제들에 대한 그들의 반응을 결정했다. 연합국은 나폴레옹 3세의 보수적 지지자들, 부르봉가에 충성하는 정통왕당파, 그리고 로마 가톨릭 지도자들의 지지를 받았다. 연방은 공화주의자와 오를레앙파 (왕위에 루이 필리프 1세와 오를레앙가의 후손을 원하는 사람들)의 지지를 받았다.

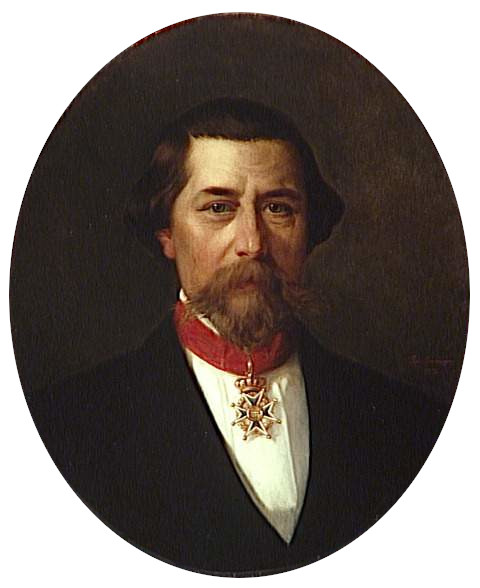
프랑스 주재 아메리카 연합국 비공식 외교관인 피에르-폴 페케 뒤 벨레

1861년에서 1865년 사이에 연방 봉쇄는 프랑스 직물 공장에 대한 연합국의 면화 공급을 차단했다. 그러나 프랑스는 1861년에 면화의 대규모 잉여분을 축적했으며, 1862년 후반까지는 부족 현상이 발생하지 않았다. 1863년에는 부족으로 인해 면화 기근(famine du coton)이 발생했다. 알자스, 노르파드칼레, 노르망디의 공장들은 1862년까지 면화 가격이 두 배로 오르고 많은 노동자를 해고해야 했다. 그러나 인도와 연방으로부터 면화 수입이 있었고, 실업 상태에 있는 직물 노동자들에게 일자리를 제공하기 위한 정부 지원 공공 사업 프로젝트도 있었다. 나폴레옹은 연합국을 돕고 싶어 했지만, 그의 두 외무장관은 많은 기업 이익과 마찬가지로 강력히 반대했다. 그들은 연방과의 무역이 연합국 면화의 필요성보다 중요하다고 인식했다. 연방은 프랑스 실크, 와인, 시계, 도자기, 그리고 도자기의 주요 수입국이었고, 프랑스 경제에 필수적인 밀과 탄산칼륨 공급자였다. 결과적으로 경제적 요인들은 중립에 유리하게 작용했다.

## 정부 정책
프랑스 정부는 미국 전쟁을 비교적 사소한 문제로 간주했다. 당시 프랑스는 유럽과 전 세계에서 여러 외교적 노력에 몰두하고 있었다. 나폴레옹 3세 황제는 교역과 대양 운하 계획을 위해 중앙아메리카에 관심을 가졌다. 그는 미국이 자신의 멕시코에 새로운 제국을 건설하려는 계획에 강력히 반대하고 연합국이 이를 용인한다는 것을 알고 있었다. 그의 군대는 1862년 1월에 멕시코에 상륙했다.
볼티모어 태생의 주미 프랑스 대사 앙리 메르시에는 일반적으로 친남부 성향으로 여겨졌으며, 1862년 리치먼드를 방문하여 남부 주들과 프랑스 간의 공동 시장을 제안했다. 메르시에는 프랑스 정부에 연합국의 생존이 확실해질 경우 "즉각적인" 외교 관계를 수립할 준비를 할 것을 조언했지만, "성급한 인정" 이후 보복으로부터 프랑스를 보호하기를 원하기도 했다.
주프랑스 미국 대사 윌리엄 L. 데이턴은 친연방 성향이었고 나폴레옹의 연합국 독립 외교적 승인에 대한 초기 경향을 완화하는 데 영향력 있던 프랑스 외무장관 에두아르 투브넬을 만났다. 그러나 투브넬은 1862년에 사임했다.
파리의 연합국 대표인 존 슬라이델은 공식적으로 접견되지 않았다. 그러나 그는 나폴레옹 3세에게 프랑스가 연합국을 인정하고 봉쇄를 깨뜨릴 해군 지원을 보내는 대가로 연합국이 프랑스에 원면을 판매할 것이라는 제안을 했다. 발레프스키 백작과 외젠 루에르는 그에게 동의했지만, 영국의 반대와 특히 1862년 봄 연방의 뉴올리언스 점령으로 인해 프랑스 외교는 그 계획에 반대하게 되었다. 1863년 3월 영국 하원이 연합국 승인에 반대 투표를 한 후, 연합국의 외교적 노력은 프랑스로 초점을 옮겼고, 연방의 반대 외교가 뒤따랐다. 6월에 프랑스는 스페인으로부터 영국 입장과는 상관없이 프랑스가 먼저 연합국을 인정하면 스페인도 인정해달라는 간청을 받아냈다. 이는 오랫동안 스페인의 우려 사항이었다.
1864년, 나폴레옹 3세는 그의 측근이자 필라델피아 출신인 토마스 W. 에반스를 링컨과 미국 국무장관 윌리엄 H. 수어드에게 비공식 외교관으로 보냈다. 에반스는 나폴레옹 3세에게 남부의 패배가 임박했음을 설득했다. 나폴레옹 3세는 유럽에서 1월 봉기와 제2차 슐레스비히 전쟁이 발발하면서 추가적인 흥미를 잃었다.

## 제안된 휴전
노예 해방 선언 이후 프랑스 대중 사이에서 연방에 대한 호의적인 변화가 일어난 후, 메르시에는 그레이트브리튼섬과 러시아와 함께 전쟁을 끝내기 위한 공동 중재를 제안했는데, 이는 남부 국민의 고통, 유럽에 대한 전쟁의 해로운 경제적 영향, 특히 면화 시장, 그리고 양측이 독립적으로 분쟁을 신속하게 끝낼 수 없는 것처럼 보이는 불가능성을 이유로 한 공동 휴전으로 시작되었다.
황제는 다음과 같이 말했다.
나의 선호는 6개월간의 휴전을 제안하고, 남부 항구를 전 세계 상업에 개방하는 것이다. 이것은 유혈 사태를 멈출 것이며, 적대 행위는 아마도 결코 재개되지 않을 것이다. 우리는 인류의 고귀한 명분과 모든 문명 세계의 이익을 강조할 수 있다. 만약 북부가 이를 거부한다면, 이는 승인, 그리고 어쩌면 더 적극적인 개입을 위한 좋은 이유를 제공할 것이다.
이 제안은 10월에 아메리카 연합국과 그레이트브리튼섬 대표단과의 논의를 거쳐 1862년 11월 15일 프랑스 신문에 실렸으나, 국무장관 수어드에 의해 격렬하게 거부되었다. 진전이 거의 없다고 판단한 메르시에는 1863년에 스페인 관계로 재배치를 요청했다.

## 무기 거래
연방이 연합국의 무기 구매가 영국 중립 위반이라고 법원에서 성공적으로 주장한 후, 연합국의 무기 구매는 거의 전적으로 프랑스로 옮겨졌다.
슬라이델은 프레데리크 에밀 데를랑게 및 다른 프랑스 자본가들로부터 1,500만 달러의 대출을 협상하는 데 성공했다. 이 돈은 철갑함과 봉쇄 돌파선을 통해 들어온 군수품을 구입하는 데 사용되었다.
공식 중립을 유지하기 위해 프랑스 정부는 CSS 스톤월의 판매를 1864년 2월 연합국에 인도하기 전에 막았고, 그 배를 덴마크 왕립 해군에 재판매했다. 그러나 덴마크인들은 조선업자 라르망과의 가격 불일치로 인해 배를 인수하기를 거부했다. 라르망은 이후 1865년 1월 배가 아직 해상에 있을 때 연합국에 비밀리에 재판매했다.

## 여파
전쟁 막바지, 1865년 햄프턴 로즈 회담의 대표단은 프랑스의 멕시코 개입에 대한 공동 대응을 통해 남북 화해를 도모하는 제안을 잠시 논의했다. 1866년 프랑스의 중립 요청에 대한 답변에서, 수어드는 프랑스군 철수가 무조건적이어야 한다고 말했고, 프랑스는 1867년까지 멕시코에서 철수하는 데 동의했다. 프랑스군이 없자 괴뢰 황제 막시밀리아노 1세는 6월 19일 베니토 후아레스의 공화 정부에 의해 패배하고 처형되었다.

## 같이 보기
- 남북 전쟁 외교
- 에이브러햄 링컨 행정부
- 프랑스 제2제국
- 남북 전쟁에 참여한 외국인

## 추가 자료
- Ameur, Farid, "Les Français dans la guerre de Sécession", Rennes, PUR, 2016.
- Bancroft, Hubert Howe (1888). 《History of Mexico VI: 1861–1887》. New York: The Bancroft Company.
- Blackburn, George M. "Paris Newspapers and the American Civil War," Illinois Historical Journal (1991), 84#3, pp. 177–193. online
- Blackburn, George M. French Newspaper Opinion on the American Civil War (1997).
- Blumenthal, Henry. A Reappraisal of Franco-American Relations, 1830-1871 (1959).
- Blumenthal, Henry. France and the United States: Their Diplomatic Relations (1970).
- Case, Lynn M. and Spencer, Warren E. The United States and France: Civil War Diplomacy (1970).
- Doyle, Don H. The Cause of All Nations: An International History of the American Civil War (Basic Books, 2014).
- Fry, Joseph A. Lincoln, Seward, and US Foreign Relations in the Civil War Era (University Press of Kentucky, 2019).
- Hanna, Alfred Jackson, and Kathryn Abbey Hanna. Napoleon III and Mexico: American Triumph Over Monarchy (1971).
- Hardy, William E. "South of the Border: Ulysses S. Grant and the French Intervention." Civil War History 54#1 (2008): 63-86.
- Jones, Howard. Blue and Gray Diplomacy: A History of Union and Confederate Foreign Relations (2010). online
- Jordan, Donaldson, and Edwin J. Pratt. Europe and the American Civil War (2nd ed. 1969). chap. 13
- Owsley, Frank L. King Cotton Diplomacy: Foreign Relations of the Confederate States of America (1931), chap. 9.
- Peraino, Kevin. "Lincoln vs. Napoleon" in Peraino, Lincoln in the World: The Making of a Statesman and the Dawn of American Power (2013), pp. 224–95.
- Pinkney, David H. "France and the Civil War," in Harold Hyman, ed. Heard Round the World (1969)
- Sainlaude Stève, France and the American Civil War: A Diplomatic History (2019) online review; also online round table; also
- Sears, Louis Martin. "A Confederate Diplomat at the Court of Napoleon III," American Historical Review (1921) 26#2, pp. 255–281 in JSTOR on Slidell.
- St. John, Rachel. "The Unpredictable America of William Gwin: Expansion, Secession, and the Unstable Borders of Nineteenth-Century North America." The Journal of the Civil War Era 6.1 (2016): 56-84. online
- Vorenberg, Michael. "Liberté, Égalité, and Lincoln: French Readings of an American President", in 카워딘, 리처드 and Sexton, Jay, eds. The Global Lincoln. (Oxford University Press, 2011).
- Wahlstrom, Todd W. The Southern Exodus to Mexico: Migration Across the Borderlands After the American Civil War (University of Nebraska Press, 2015).
- West, W. Reed. Contemporary French Opinion on the American Civil War (The Johns Hopkins Press, 1924).